# Jumma
Pour le peuple indigène du Brésil, voir Jumas.
Jumma est le nom qu'on donne collectivement aux groupes ethniques autochtones de la région du Bangladesh traditionnellement appelée « Chittagong Hill Tracts ». Le gouvernement en reconnaît officiellement onze, à savoir :
1. Bawm ;
2. Chak ;
3. Chakma ;
4. Khumi ;
5. Khyang ;
6. Lusai ;
7. Marma ;
8. Mru ;
9. Pankhu ;
10. Tenchungya ;
11. Tripura, dont le vrai nom est Garo.

## Langue et culture
La majorité des groupes Jumma parle des langues tibéto-birmanes, sauf les Chakma, dont la langue appartient au groupe dit « bengali-assamais » de la branche indo-aryenne des langues indo-européennes, et le chak, qui n'est pas classé.
Les Jumma sont en grande majorité bouddhistes. Ils cultivent suivant la pratique dite jum (essartage), d'où leur nom. Au mois d'avril, généralement la deuxième semaine du mois, ils fêtent le Biju, le Nouvel An bouddhiste. Ils manifestent aussi, au début du mois de novembre, leur dévotion envers Bouddha lors de leur grand festival : le Kotin Cibor Dan.

## L'accord de paix
Le 2 décembre 1997, le gouvernement du Bangladesh et la Parbatya Chattagram Jana Sanghati Samity (PCJSS), « association de solidarité des peuples des Chittagong Hill Tracts », ont signé à Dhaka un accord de paix.
L'élément principal de cet accord est la création d'un « Chittagong Hill Tracts Regional Council » constitué par les conseils locaux des trois districts. Ce conseil régional aura 22 membres nommés pour 5 ans. Son président, qui devra être un autochtone et aura le statut de ministre d'état, ainsi que les autres membres, seront élus par les 3 conseils de district.
14 membres du conseil régional (12 hommes et 2 femmes) seront élus parmi les populations autochtones. Pour les hommes :
- 5 seront Chakma,
- 3 Marma,
- 2 Tripura,
- 1 Mru  ou Tenchungya et
- 1 Lusai, Bawm, Pankhu, Khumi, Chak ou Khyang.

Une des femmes sera Chakma et l'autre, d'un des autres groupes.
7 membres (6 hommes, 1 femmes) sont élus dans la population allochtone, chacun des 3 conseils de district élisant deux hommes. Il n'est pas précisé de quel district sera la femme.
Le conseil régional aura pour tâche la coordination du développement des 3 districts, leur administration, le maintien de l'ordre, les activités des ONG, la gestion des catastrophes et des programmes d'aide.

## Le conflit
Les Jumma subissent depuis plus de vingt ans un conflit avec le gouvernement du Bangladesh qui a mené et mène toujours une politique de peuplement de la région par des allochtones bengalis dont le résultat est que les autochtones sont tout juste majoritaires. Ainsi, dans les années 1980 il y a eu plus de 60 000 réfugiés en Inde, au Tripura. Malgré la signature du traité de paix, qui a permis leur retour dans leur région d'origine, leur situation reste très précaire.
Le traité n'est toujours pas appliqué et le gouvernement du Bangladesh mène de nouveau une politique de répression contre les Jumma. L'économie est entre les mains des Bengalis, qui sont souvent des officiers de l'armée. Le 2 décembre 2007 sera le jour du dixième anniversaire des Accords de paix signés entre le peuple jumma des Chittagong Hill Tracts et le gouvernement du Bangladesh, qui de l'avis des ONG spécialisées dans le respect des droits humains n’a que très peu respecté ses engagements  